# Пясъчна змия
 Тази статия е за змията от семейство Lamprophiidae.  За вида от семейство Боидни вижте Пясъчна боа.  
Пясъчните змии (Psammophis schokari) са вид влечуги от семейство Lamprophiidae.
Разпространени са в Северна Африка и Югозападна Азия.
Таксонът е описан за пръв път от шведския естественик Пер Форскол през 1775 година.